# 工藤阿須加が行く 農業始めちゃいました
『工藤阿須加が行く 農業始めちゃいました』（くどうあすかがいく のうぎょうはじめちゃいました）は、2022年10月5日からBS朝日で放送されている番組。工藤阿須加にとっては初の冠番組。
番組終了後にはTVer、ABEMA、テレ朝動画で無料配信（期間限定）している。

## 概要
俳優であり自身も農業をしている工藤阿須加が実際に全国の就農者のもとを訪れて、農作業の手伝いやその思いに迫っていく番組。
特別番組として2021年12月19日と2022年6月18日に放送され、2022年10月からレギュラー化した。

## 出演者
出演者
- 工藤阿須加

## テーマソング
- 斉藤和義「歩いて帰ろう」

## 放送時間

### 現在の放送時間
- 2022年10月5日 - 現在：毎週水曜日 22:00 - 22:30

## 放送リスト

### レギュラー版

#### 2022年
| #  | 放送日   | タイトル                                                        | ロケ地           | 備考                      |
| -- | -------- | --------------------------------------------------------------- | ---------------- | ------------------------- |
| 1  | 10月05日 | 42歳で決断!介護士から深谷ねぎ・オクラ農家に転身!                | 埼玉県深谷市     |                           |
| 2  | 10月12日 | 脱サラして茅ヶ崎でブランドナス開発!?トルコナス農家さんのもとへ! | 神奈川県茅ヶ崎市 |                           |
| 3  | 10月19日 | 父から娘へ就農リレー!スイカがつなぐ親子の絆                     | 山梨県北杜市     |                           |
| 4  | 10月26日 | ウェディング業界から転身!ハーブ農家 家族の絆                    | 茨城県茨城町     |                           |
| 5  | 11月02日 | 理科の先生から転身!授業を行う落花生農家                         | 千葉県千葉市     |                           |
| 6  | 11月09日 | 地域密着!仲間を愛するブロッコリー農家                           | 茨城県水戸市     |                           |
| 7  | 11月16日 | 家族と仲間との絆 今が旬 れーふレタスの農家                      | 茨城県石岡市     |                           |
| 8  | 11月23日 | 登山が趣味のサラリーマン主婦が、菊農家に大転身!                 | 長野県茅野市     |                           |
| 9  | 11月30日 | 金賞受賞の絶品焼き芋 山梨・白州のさつまいも農家                 | 山梨県北杜市     |                           |
| 10 | 12月07日 | 仲間の結束を力に!IT業界から小松菜農家                           | 東京都日の出町   |                           |
| 11 | 12月14日 | わさびの魅力を世界へ発信!奥多摩のわさびブラザーズ               | 東京都奥多摩町   |                           |
| 12 | 12月21日 | アパレル業界からUターン就農!絶景みかん農園                      | 静岡県沼津市     |                           |
| SP | 12月28日 | ”このシイタケを未来に残したい!“ きのこ園を第三継承!             | 茨城県笠間市     | 1時間SP （22:00 - 22:54） |

#### 2023年
| #  | 放送日   | タイトル                                                                    | ロケ地             | 備考                      |
| -- | -------- | --------------------------------------------------------------------------- | ------------------ | ------------------------- |
| 13 | 01月04日 | バイク業界から転身!祖父から受け継ぎ大根農家に!                              | 静岡県三島市       |                           |
| 14 | 01月11日 | 仲間と共に農業革命!若きキャベツ農家集団                                     | 静岡県磐田市       |                           |
| 15 | 01月18日 | 義父から教われないまま継承。知識ゼロからトマト農家の後継に!                 | 栃木県鹿沼市       |                           |
| 16 | 01月25日 | 人工衛星開発から大豆農家に転身 目指せ!スマート農業                          | 栃木県大田原市     |                           |
| 17 | 02月01日 | 僧侶から花農家へ転身 就農半年のリアル!                                      | 栃木県足利市       |                           |
| 18 | 02月08日 | 沖縄1時間SP バンドマンからシークヮーサー農家に転身!若手農家が目指す村おこし | 沖縄県大宜味村     | 1時間SP （22:00 - 22:54） |
| 19 | 02月22日 | 宮古島に移住し新規就農。自動車メーカーからサトウキビ農家に!                 | 沖縄県宮古島       |                           |
| 20 | 03月01日 | システムエンジニアが農業に挑戦!家族で作りあげるアテモヤ果樹園               | 沖縄県南風原町     |                           |
| 21 | 03月08日 | 就農1年目のママさん農家 母娘二人三脚で挑む新種の野菜作り                    | 愛知県豊明市       |                           |
| 22 | 03月15日 | 400年続く農家の土地を守りたい!ベビーチンゲン菜農家に!                       | 愛知県安城市       |                           |
| 23 | 03月29日 | 愛西市の歴史を守りたい!昔ながらの農法を続けるレンコン農家                   | 愛知県愛西市       |                           |
| 24 | 04月05日 | 憧れの田舎暮らしから農業の道へ!就農1年目のイチゴ農家                        | 栃木県佐野市       |                           |
| 25 | 04月12日 | 日本の農家をカッコよく!塩農法に挑戦するニンジン農家                         | 愛知県碧南市       |                           |
| 26 | 04月19日 | 32代続く農家に稼ぎ就農 思い立ったすぐ実行!農業女子の実行力                  | 栃木県野木町       |                           |
| 27 | 04月26日 | 夢はみんなが笑える街づくり!農福連携を目指すアスパラガス農家                 | 栃木県足利市       |                           |
| 28 | 05月03日 | 誰でも美味しい野菜を作れるように!システムで農業を盛り上げる菊芋農家         | 千葉県山武市       |                           |
| 29 | 05月10日 | 江戸時代から続く農家に弟子入り 義父から受け継ぐレタス農家                   | 千葉県山武市       |                           |
| 30 | 05月17日 | レスキュー隊から転身!世代を超えて絆を育むネギ農家                           | 千葉県一宮町       |                           |
| 31 | 05月24日 | 中華料理人から転身 独学で多種多様な西洋野菜を作る農家                       | 千葉県袖ケ浦市     |                           |
| 32 | 05月31日 | 川俣町を花の都に!新技術で就農を成功させたアンスリウム農家                   | 福島県川俣町       |                           |
| 33 | 06月07日 | サラリーマン農家から一念発起して独立!妻が引っ張る夫婦二人三脚の野菜作り     | 福島県石川町       |                           |
| 34 | 06月14日 | 万引きGメンから農家に転身!農業で繋ぐ次世代へのバトン                        | 福島県相馬市       |                           |
| 35 | 06月21日 | 胸に響いた師匠の教え!酪農ヘルパーから農業女子に                             | 埼玉県本庄市       |                           |
| 36 | 06月28日 | 農家をめざし苦難の10年!東京ひとり奮闘する農業女子                           | 東京都武蔵野市     |                           |
| 37 | 07月05日 | 採れたて野菜をロッカーで365日直売!アメフト選手から農家に婿入り!             | 東京都三鷹市       |                           |
| 38 | 07月12日 | 亡き兄からのバトン! 競走馬の馬糞を使った循環型農業                          | 東京都三鷹市       |                           |
| 39 | 07月19日 | めざせ新規就農! 農業大学校で夢を追う若者たちの挑戦                          | 長野県農業大学校   |                           |
| 40 | 07月26日 | 全てはサンバから始まった!選手村でも活躍した情熱のケール                     | 長野県飯山市       |                           |
| 41 | 08月02日 | 家族が集う風景を守りたい! 理学療法士から転身したメロン農家                  | 長野県御代田町     |                           |
| 42 | 08月09日 | 一度諦めたかけた農業の道 今は亡き両親の思いを継ぐトウモロコシ農家           | 山梨県富士河口湖町 |                           |
| 43 | 08月16日 | ジュエリー業界から転身!畑の宝石シャインマスカット農家                       | 山梨県南アルプス市 |                           |
| 44 | 08月23日 | 桃に魅せられて家族で移住!地域密着で取り組む桃農家                           | 山梨県甲州市       |                           |
| 45 | 08月30日 | 止まらないミツバチ愛!自然と共生する女性養蜂家                               | 山梨県南アルプス市 |                           |
| 46 | 09月06日 | ミツバチが繋ぐ農業の輪 蜂蜜とハーブとマンゴーの美味しい関係!                | 山梨県南アルプス市 |                           |
| 47 | 09月13日 | サッカーコーチから転身!農園のアニメ化を目指す、農業の新たな形!              | 群馬県邑楽町       |                           |
| 48 | 09月20日 | 伝統家屋・茅葺屋根を再利用!農業育成を勧める農業男児!                        | 熊本県阿蘇市       |                           |
| 49 | 10月04日 | 夢はイタリアで見た農家レストラン! シェフから転身したパプリカ農家            | 群馬県渋川市       |                           |
| 50 | 10月11日 | 大嫌いだった農業!肝っ玉母さんの就農奮闘記                                   | 群馬県前橋市       |                           |
| 51 | 10月18日 | 目指せ!ジャパニーズスタイル ビール評論家が育む与謝野ホップ                  | 京都府与謝野町     |                           |
| 52 | 10月25日 | 特別編! マルシェ初出店&参加してくれたセンパイ就農の人生に迫ります!          | 千代田区大手町     |                           |
| 53 | 11月01日 | 祖母の野菜の味を守りたい! 動物たちと暮らすセカンドライフ                    | 京都府福知山市     |                           |
| 54 | 11月08日 | 美容師から農家に嫁入り 子育てと果樹作りに奮闘する農業女子                   | 熊本県宇城市       |                           |
| 55 | 11月15日 | 師匠との絆と届ける想い 元バンドマンの農業奮闘記                             | 京都府亀岡市       |                           |
| 56 | 11月22日 | 父の計画から始まった就農! 夫婦で地域を盛り上げる栗農家                      | 熊本県山鹿市       |                           |
| 57 | 11月29日 | 元自衛隊と元高校教師が農家に転身!おしどり夫婦が目指す持続型農業             | 熊本県合志市       |                           |
| 58 | 12月06日 | 1000年先もこの風景を残したい! 羊と共に阿蘇の自然を守る羊飼い                | 熊本県阿蘇市       |                           |
| 59 | 12月13日 | 20代の青き挑戦!美しき花と田舎暮らしに導かれて                               | 群馬県中之条町     |                           |
| 60 | 12月20日 | 若者たちの青春就農!仲間と咲かせるカントリーライフ                           | 群馬県中之条町     |                           |

#### 2024年
| #   | 放送日   | タイトル                                                                | ロケ地               | 備考                      |
| --- | -------- | ----------------------------------------------------------------------- | -------------------- | ------------------------- |
| 61  | 01月10日 | 世界一周のクルーズで運命の出会い!京の伝統野菜栽培とパン屋の融合を目指す | 京都府福知山市       |                           |
| 62  | 01月17日 | すべての内定を断って就農!目指すは農業アイドル!?                         | 神奈川県小田原市     |                           |
| 63  | 01月24日 | 地元の味を後世に残したい!子育てしながら奮闘する“幻のサツマイモ”農家     | 神奈川県平塚市       |                           |
| 64  | 01月31日 | IT企業から転身!循環型農業を目指す養鶏農家                               | 神奈川県大磯町       |                           |
| 65  | 02月07日 | お客さんが望む旬の野菜を栽培!化粧品開発から転身した有機農家             | 神奈川県平塚市       |                           |
| 66  | 02月21日 | 農業大国・茨城県の冬の味覚1時間スペシャル                               | 茨城県つくば市       | 1時間SP （22:00 - 22:54） |
| 67  | 02月28日 | 農業が繋ぐ家族の絆! 花いっぱいのうるおい生活                            | 神奈川県伊勢原市     |                           |
| 68  | 03月06日 | SNSで全国と繋がる「農業の輪」!茨城の伝統野菜 赤ネギ農家                 | 茨城県かすみがうら市 |                           |
| 69  | 03月13日 | 農家仲間との出会いで再出発!若手就農者が集う花農園!                      | 茨城県かすみがうら市 |                           |
| 70  | 04月03日 | 北関東で南国フルーツ!国産バナナの栽培に挑む男たち!                      | 栃木県真岡市         |                           |
| 71  | 04月10日 | 元Jリーガーの新たな挑戦!仲間と作る異色の農業スタイル                    | 栃木県宇都宮市       |                           |
| 72  | 04月17日 | 土づくりにこだわる元エンジニア!ハウス倒壊をチャンスに変えたニラ農家     | 栃木県栃木市         |                           |
| 73  | 04月24日 | 大ピンチを乗り越えろ!父の想いを受け継ぐ酪農兄弟                         | 栃木県鹿沼市         |                           |
| 74  | 05月01日 | 師匠から弟子へ!第三者継承で想いを繋ぐイチゴ農家                         | 新潟県長岡市         |                           |
| 75  | 05月08日 | 地球にも人にも優しい農業!革命を起こすリーフレタス農家                   | 新潟県長岡市         |                           |
| 76  | 05月15日 | 雪国の暮らしに憧れて!家族で育てる雪下にんじん                           | 新潟県津南町         |                           |
| 77  | 05月22日 | 父のトマト農園を復活させたい!アイデアで勝負する発芽ニンニク農家         | 新潟県見附市         |                           |
| 78  | 05月29日 | バンドマンから転身!新規就農でつながる地域の輪                           | 千葉県山武市         |                           |
| 79  | 06月05日 | ドッグトレーナーから農家へ転身!野菜作りと憧れの移住ライフ               | 千葉県大網白里市     |                           |
| 80  | 06月12日 | 土・種・人を未来につなぐ!!100種類の野菜を栽培する循環型農業             | 千葉県山武市         |                           |
| 81  | 06月19日 | 菅原文太との出会いで決意!農業が教えてくれた人生の道                     | 千葉県白子町         |                           |
| 82  | 06月26日 | 目指すは自然との共存!サステナブルな多品目農家!                          | 埼玉県所沢市         |                           |
| 83  | 07月03日 | 始まりはレンタル農園!家庭菜園を500倍に広げた就農物語                    | 埼玉県所沢市         |                           |
| 84  | 07月10日 | 農業ラジオで女性就農者を応援!元美術教師のママ農家                       | 埼玉県さいたま市     |                           |
| 85  | 07月17日 | 幾多の就職の末 辿り着ついた農業 これが私の生きる道                      | 埼玉県ときがわ町     |                           |
| 86  | 07月24日 | マルシェで農家メシ!野菜の魅力を伝授スペシャル                           | 渋谷区恵比寿         |                           |
| 87  | 07月31日 | きゅうり愛が止まらない!情熱を形にしたきゅうり専門農家                   | 静岡県浜松市         |                           |
| 88  | 08月07日 | 劇団と農業の二刀流で町おこし 地元愛あふれるトウモロコシ農家             | 静岡県浜松市         |                           |
| 89  | 08月14日 | 社運をかけた一大決心!自動車部品メーカー社長のマンゴー奮闘記             | 静岡県藤枝市         |                           |
| 90  | 08月21日 | 新たなお茶好きを増やしたい!アイデアで逆風を跳ね返すお茶農家             | 静岡県袋井市         |                           |
| 91  | 08月28日 | 負けず嫌いがこうじて一念発起!スーパー銭湯店長から農家に転身             | 和歌山県有田川町     |                           |
| 92  | 09月04日 | 移住先で見つけた新たな生き方!大自然が育む紀州備長炭                     | 和歌山県日高川町     |                           |
| 93  | 09月11日 | 敏腕営業マンからピンクレンジャーに変身!?仲間と共に進化を続ける黒米農家! | 和歌山県紀の川市     |                           |
| 94  | 09月18日 | 地元の特産物を守りたい!フリーターから日本一の山椒農家へ                 | 和歌山県有田川町     |                           |
| 95  | 10月02日 | アフリカで知った食の大切さ!移住先で仲間を育む農業ライフ                 | 鳥取県大山町         |                           |
| 96  | 10月09日 | ジョッキーから農家に鞍替え!大ケガを乗り越え、挑戦続けてる就農人生       | 岡山県奈義町         |                           |
| 97  | 10月16日 | 祖父の梨畑を守るため…元銀行員が挑戦する歴史ある梨栽培                   | 鳥取県湯梨浜町       |                           |
| 98  | 10月23日 | 人と地域の繋がりが実を結ぶ!憧れの師匠を追い続けるぶどう農家             | 鳥取県智頭町         |                           |
| 99  | 10月30日 | 夢は薬用植物の生産!人生のどん底で出会った農業という新たな道             | 神奈川県藤沢市       |                           |
| 100 | 11月06日 | 体験農園で農業の楽しさを伝えたい!高校教師から転身したおかわかめ農家     | 神奈川県横須賀市     |                           |
| 101 | 11月13日 | カエルを追っていた少年が故郷にカエル 地元の風景に残すために農家に転身!  | 横浜市旭区           |                           |
| 102 | 11月20日 | 農業で摂食障害を克服!食の楽しさを取り戻したごま農家                     | 埼玉県日高市         |                           |
| 103 | 11月27日 | “幸せの町”で移住就農!夫婦で目指す自由な農業ライフ                       | 埼玉県鳩山町         |                           |
| 104 | 12月11日 | 1時間SP 野菜に救われた元パリコレモデル 林マヤが育てるレアベジ           | 茨城県つくば市       | 1時間SP （22:00 - 22:54） |

#### 2025年
| #   | 放送日   | タイトル                                                                           | ロケ地           | 備考 |
| --- | -------- | ---------------------------------------------------------------------------------- | ---------------- | ---- |
| 105 | 01月08日 | 重機を使いこなすパワフル農業女子 2児の母が育てる9種のさつまいも!                   | 埼玉県飯能市     |      |
| 106 | 01月15日 | きっかけはメキシコ赴任!転職を経て見つけた最高の仕事                                | 茨城県古河市     |      |
| 107 | 01月22日 | 祖父母から孫へと継承世代を超え日本の伝統を紡ぐ七草農家                             | 大分県佐伯市     |      |
| 108 | 01月29日 | 祖父の畑を守るイケメン農家!地域の特性を活かす都市農業                              | 千葉県流山市     |      |
| 109 | 02月05日 | 借金4000万円で100頭の牧場主に!牛に魅せられた元トリマー!                            | 大分県杵築市     |      |
| 110 | 02月12日 | 経験ゼロから農業に挑戦!アナウンサーママがカボス栽培                                | 大分県臼杵市     |      |
| 111 | 02月19日 | 微生物の培養に挑戦!有機の里に移住したにんにく農家                                  | 大分県臼杵市     |      |
| 112 | 02月26日 | 消えゆく種を守り続ける!伝統の江戸東京野菜農家                                      | 東京都八王子市   |      |
| 113 | 03月05日 | きっかけは新たなことへチャレンジ精神!東京で挑むヨーロッパ野菜                      | 東京都あきる野市 |      |
| 114 | 03月12日 | 16代目がゼロから農地を開拓!?世田谷の住宅街で受け継ぐ農業魂                         | 東京都世田谷区   |      |
| 115 | 03月19日 | 農業の楽しさを多くの人へ伝えたい!仲間や動物とPR活動する元広告マン                  | 東京都町田市     |      |
| 116 | 04月02日 | 世界中を旅して辿り着いた 行列ができるいちご農家                                    | 千葉県市原市     |      |
| 117 | 04月09日 | おしゃれネイルで農作業するイマドキ女子!?SNSで販路を広げる若きママ農家              | 千葉県松戸市     |      |
| 118 | 04月16日 | マイケル・ジャクソンに導かれ!マイケルで目指す理想の農業                            | 千葉市花見川区   |      |
| 119 | 04月23日 | 新規就農者を受け入れ農家民宿を経営!夢は誰もが遊びにこられる大規模農園              | 千葉県八街市     |      |
| 120 | 04月30日 | 農業との出会いで人生が激変!引きこもり生活から脱却した小松菜農家                    | 東京都武蔵村山市 |      |
| 121 | 05月07日 | 東大卒の帰国子女が始めたトマト農園!農業で目覚めた“地元愛”                          | 東京都日野市     |      |
| 122 | 05月14日 | 東京から移住し長芋農家へ!農業と出会い手にしたノーストレスライフ!                   | 山梨県北杜市     |      |
| 123 | 05月21日 | 街を守る警官が伝統を守る農家に転身!伊豆の名産・原木しいたけ                        | 静岡県伊豆市     |      |
| 124 | 05月28日 | 農業との出会いはマレーシア!目指すは憩いの場所となる農園                            | 静岡県熱海市     |      |
| 125 | 06月04日 | 不完全燃焼だった前職から憧れの職人仕事へ!伝統の“量石式”で目指すわさび節            | 静岡県伊豆市     |      |
| 126 | 06月11日 | 地元仲間が就農をバックアップ!故郷ヘの恩返しを目指す クレソン農家                   | 静岡県下田市     |      |
| 127 | 06月18日 | 作業療法士から人を癒やす農家へ!目指すはファーマーセラピスト                        | 神奈川県小田原市 |      |
| 128 | 06月25日 | 子どもたちに栄養を届けるために!平飼い卵で食育に力を入れる養鶏農家                  | 神奈川県秦野市   |      |
| 129 | 07月02日 | 高校教師から農家に転身!農業の楽しさを追求し続けるお祭り男                          | 神奈川県茅ヶ崎市 |      |
| 130 | 07月09日 | 安定を目指した農業のシステム化!元システムエンジニアが作る7種のカラフルとうもろこし | 神奈川県厚木市   |      |
| 131 | 07月16日 | 目標のニューヨーク転勤を断り就農!覚悟決めて挑戦する元商社マン農家                  | 埼玉県北本市     |      |
| 132 | 07月23日 | 18代目のゼロからの挑戦!故郷の耕作放棄地を見捨てない野菜農家                        | 埼玉県北本市     |      |
| 133 | 07月30日 | 農家と共に歩む農業コンサルタント 出版社の元編集長が挑戦する農業の形                | 埼玉県上尾市     |      |
| 134 | 08月06日 | 幾多のピンチをチャンスに変えて!逆境から生まれた 大いなる麦畑                       | 埼玉県越谷市     |      |
| 135 | 08月13日 | 湘南のブランド枝豆に夢をのせて!自由な生き方の先に見つけた農の道                    | 神奈川県茅ヶ崎市 |      |
| 136 | 08月20日 | コピーライターから農家に転身!SNSでPRする農業のスリリングな魅力                     | 神奈川県藤沢市   |      |

## スタッフ
- 演出︰青木孝之
- 構成：奥田瑛氣/奥村剛
- 編集：荻原誠
- MA：畑下碧唯
- 音効：花岡英夫
- 広報：田中久美香（BS朝日）、畠山理希（BS朝日）
- デスク：小泉真弓（BS朝日）
- タイトルデザイン：アイヴリックスタジオ
- ディレクター：林高明
- プロデューサー：井手上飛鳥（BS朝日）、湯浅健司
- 制作著作：BS朝日
- 制作協力：STEELO